# Ixodes sinaloa
Ixodes sinaloa este o specie de căpușe din genul Ixodes, familia Ixodidae, descrisă de Glen M. Kohls și Clifford în anul 1966. Conform Catalogue of Life specia Ixodes sinaloa nu are subspecii cunoscute.